# Уреф
Уреф — река в России, протекает по Свердловской области и Пермскому краю. Устье реки находится в 23 км по левому берегу реки Большой Именной. Длина реки составляет 19 км.

## Данные водного реестра
По данным государственного водного реестра России, Уреф относится к Иртышскому бассейновому округу, речному бассейну Иртыша, речному подбассейну Тобола. Водохозяйственный участок — Тура от истока до впадения реки Тагил.
Код объекта в государственном водном реестре — 14010501212111200004442.